# Episodi di SpongeBob (decima stagione)
La decima stagione di SpongeBob è andata in prima TV negli Stati Uniti dal 15 ottobre 2016 al 2 dicembre 2017.
In Italia è stata trasmessa in prima visione assoluta su Nickelodeon dal 15 maggio 2017 al 19 marzo 2018. In chiaro è stata trasmessa in prima visione su Super! dal 2020.
| nº  | nº | Titolo originale                | Titolo italiano              | Prima TV USA     | Prima TV Italia |
| --- | -- | ------------------------------- | ---------------------------- | ---------------- | --------------- |
| 205 | 1  | Whirly Brains                   | Cervelli in fuga             | 15 ottobre 2016  | 15 maggio 2017  |
| 205 | 1  | Mermaid Pants                   | SpongeBob è Waterman!        | 29 ottobre 2016  | 15 maggio 2017  |
| 206 | 2  | Unreal Estate                   | Cerco casa                   | 3 giugno 2017    | 5 luglio 2017   |
| 206 | 2  | Code Yellow                     | Codice giallo                | 3 giugno 2017    | 5 luglio 2017   |
| 207 | 3  | Mimic Madness                   | L'imitatore folle            | 25 febbraio 2017 | 16 maggio 2017  |
| 207 | 3  | House Worming                   | Residenza SpongeBob          | 25 febbraio 2017 | 16 maggio 2017  |
| 208 | 4  | Snooze You Lose                 | Chi dorme non fa l'audizione | 4 marzo 2017     | 17 maggio 2017  |
| 208 | 4  | Krusty Katering                 | Krusty Catering              | 4 marzo 2017     | 17 maggio 2017  |
| 209 | 5  | SpongeBob's Place               | Il ristorante di SpongeBob   | 11 marzo 2017    | 18 maggio 2017  |
| 209 | 5  | Plankton gets the Boot          | Alla riconquista di Karen    | 11 marzo 2017    | 18 maggio 2017  |
| 210 | 6  | Life Insurance                  | L'assicurazione sulla vita   | 18 marzo 2017    | 22 maggio 2017  |
| 210 | 6  | Burst Your Bubble               | La bolla-barca               | 18 marzo 2017    | 22 maggio 2017  |
| 211 | 7  | Plankton Retires                | Plankton va in pensione      | 25 marzo 2017    | 24 luglio 2017  |
| 211 | 7  | Trident Trouble                 | L'incidente del tridente     | 25 marzo 2017    | 25 luglio 2017  |
| 212 | 8  | The Incredible Shrinking Sponge | Piccolo, grande SpongeBob    | 2 dicembre 2017  | 18 marzo 2018   |
| 212 | 8  | Sportz?                         | Sport?                       | 16 luglio 2017   | 26 luglio 2017  |
| 213 | 9  | The Getaway                     | La fuga                      | 10 giugno 2017   | 17 luglio 2017  |
| 213 | 9  | Lost and Found                  | Tesori perduti               | 10 giugno 2017   | 17 luglio 2017  |
| 214 | 10 | Patrick's Coupon                | Il buono gelato              | 17 giugno 2017   | 27 luglio 2017  |
| 214 | 10 | Out of the Picture              | Il prezzo dell'arte          | 17 giugno 2017   | 28 luglio 2017  |
| 215 | 11 | Feral Friends                   | Amici primitivi              | 7 ottobre 2017   | 23 ottobre 2017 |
| 215 | 11 | Don't Wake Patrick              | Non svegliate Patrick!       | 7 ottobre 2017   | 23 ottobre 2017 |

## Cervelli in fuga
SpongeBob e Patrick comprano un nuovo giocattolo che permette di far volare il proprio cervello come un drone. Qualcosa però va storto e, non riuscendo più a telecomandare i loro cervelli, rischiano di rimanere senza. I due, insieme a Sandy, indagano e scoprono che i loro cervelli sono stati tenuti in ostaggio da un vecchio e bisbetico fattore. Dopo aver ripreso i loro cervelli, i tre capiscono che il vecchio voleva solo divertirsi un po' e così decidono di regalargli le eliche del gioco.

## SpongeBob è Waterman!
SpongeBob e Patrick giocano a imitare i loro eroi, Waterman & Supervista. Squiddi è infastidito dal loro gioco. I due amici decidono poi di coinvolgere anche Squiddi e Mr. Krab facendo loro interpretare due cattivi: rispettivamente il Dott. Negative e il Capitan Tirchius. Squiddi, tuttavia, sembra che intenda veramente far del male ai due, siccome vuole immergerli nell'olio bollente. SpongeBob e Patrick riescono a salvarsi e l'olio bollente finisce addosso ai due malcapitati Krab e Squiddi.

## Cerco casa
Squiddi, in un altro subdolo tentativo di liberarsi di SpongeBob, lo convince di essere diventato allergico al suo ananas e quindi di trasferirsi altrove. Infine, SpongeBob si trasferisce nella casa di Squiddi, mentre quest'ultimo in un'elegante casa che si rivelerà essere in verità uno Space Shuttle, che lo riscaraventa a Bikini Bottom.

## Codice giallo
Squiddi va a farsi fare un'operazione al naso. In quello stesso ospedale, SpongeBob si offre come chirurgo volontario, curando i malati nei modi più disparati. Infine, facendo la chirurgia plastica a Squiddi, gli ripristina il suo normale naso pendente, sacrificando tuttavia alcune parti del suo corpo.

## L'imitatore folle
SpongeBob, sentendo da Squiddi che l'emulazione è la più sentita forma di adulazione, comincia a imitare tutti quelli che gli stanno accanto, che prima ne sono divertiti e, in seguito, a lungo andare, irritati. Tuttavia, SpongeBob sembra non riuscire a farne a meno: si scopre infatti che egli è affetto dalla "sindrome da imitatore folle" e, per riuscire a guarirlo, dovranno imitare SpongeBob a loro volta per ripristinare la sua vera identità. Ci riusciranno, ma, così facendo, acquisiranno a loro volta la suddetta sindrome.

## Residenza SpongeBob
Un vermicello viene ad abitare dentro il corpo spugnoso di SpongeBob attraverso uno dei suoi pori. SpongeBob all'inizio è contento di ospitare "Punginello" e i suoi amici nel suo corpo, ma presto ciò darà vita a situazioni sconvenienti. Così SpongeBob, sebbene a malincuore, è costretto a far sloggiare i "verminosi" ospiti, ma senza successo. Solo la sua pazzia farà scappare i vermi, che andranno a invadere Squiddi.
L'episodio contiene un corto intitolato Punginello il Verme in: La vongola molesta!, le cui vicende spiegano come tutto l'episodio è cominciato.

## Chi dorme non fa l'audizione
Squiddi è preoccupato, siccome da parecchi giorni non riesce a dormire e se non si presenta per un'audizione con un severissimo giudice dall'accento prettamente tedesco, potrebbe vedere sfumare davanti agli occhi la possibilità di brillare. Dopo essersi finalmente addormentato, Squiddi piomba in una sorta di letargo. SpongeBob e Patrick provano a svegliarlo in tutti i modi possibili, tutti fallimentari. Decidono infine di entrare nel suo corpo e pilotarlo dall'interno, in modo da aiutarlo per il suo provino. All'inizio sembra funzionare, ma quando Squiddi se ne accorge, caccia via i due dal suo corpo e decide di suonare "senza nessun trucco", finendo squalificato.

## Krusty Catering
La crew del Krusty Krab è stanca di organizzare catering per feste di compleanno di bambini scalmanati. Mr. Krab decide quindi di organizzare un catering per l'elegante festa di una ricca benestante snob. Tuttavia i problemi sono dietro l'angolo: Krab è perseguitato da un bambino, mentre Patrick e Squiddi spaventano gli ospiti rispettivamente comportandosi da cane rabbioso e suonando della pessima musica. SpongeBob, tentando di fermare il caos, scatena una guerra col cibo, mentre il bambino che perseguita Krab saltella su un materasso tutto gonfio d'acqua, facendolo esplodere e creando un'onda d'acqua che allaga tutto e spazza via tutti quelli all'interno.

## Il ristorante di SpongeBob
SpongeBob è molto popolare al Krusty Krab, a tal punto che una ragazzina chiama i Krabby Patty "SpongeBob Patty" e Squiddi suggerisce di cambiare il nome del ristorante in "Casa SpongeBob". Ciò fa arrabbiare Mr. Krab, che decide di allontanare il suo cuoco. A casa, SpongeBob cucina dei Krabby Patty in scatola, che attirano molta clientela, mentre il Krusty Krab è vuoto a causa del cibo disgustoso che prepara Krab. Mr. Krab allora fa un patto con SpongeBob: una minore percentuale di soldi (almeno l'1%) verrà data a SpongeBob, mentre il resto a sé stesso. Sfortunatamente, dei critici culinari sono costretti a chiudere il locale perché illegale vendere cibo in un ananas. Intanto Squiddi, approfittando dell'assenza, fa un musical che racconta il suo odio verso la gente; viene però con beccato e ridicolizzato al ritorno del proprietario e dei suoi clienti.

## Alla riconquista di Karen
Karen ha un nuovo salvaschermo, ma Plankton, criticando la cosa senza il minimo di tatto, fa infuriare sua moglie, che lo sfratta dal Chum Bucket. Il copepode va ad abitare con SpongeBob e sente la mancanza della sua relazione con Karen, così la spugna decide di insegnare al suo ospite il galateo. Decidono poi di ingelosire Karen travestendo SpongeBob come un "robot". Nonostante Karen scopra la verità, ella è contenta e decide di far la pace con Plankton, ma l'idillio dura poco: il copepode insulta ancora il salvaschermo della moglie, che lo scaccia di nuovo.

## L'assicurazione sulla vita
SpongeBob è sempre vittima della sfortuna, fino a quando non firma un'assicurazione sulla vita. Squiddi all'inizio considera l'assicurazione una cosa sciocca, ma a un certo punto scopre che può diventare immune alla sfortuna. Elettrizzato dall'opportunità, Squiddi attraversa "La macchina del sushi", nello stesso momento in cui si scopre essere l'assicurazione una sorta di eredità. E come se non bastasse, l'assicurazione di Squiddi passa tra le mani di Mr. Krab. Alla fine si scopre essere tutta una coincidenza e Squiddi viene calpestato da alcuni studenti.

## La bolla-barca
Mentre guida in autostrada, SpongeBob causa un incidente, quindi la signora Puff lo allontana dalla scuola guida. In lacrime, la spugna si accorge che può guidare una bolla a pedali. L'idea riscuote molto successo, facendo diventare la signora Puff l'unica abitante di Bikini Bottom a non usare la bolla-barca. Ormai la sua scuola diventa vuota e in seguito la Puff viene multata ed è perciò costretta a frequentare la bolla-guida di SpongeBob. Si dimostra avere qualità nella guida della bolla e, per sbaglio, durante la prova finale finisce in autostrada. In panico, la signora Puff si gonfia, attira gli altri piloti e inizia a prendere il volo. Vicino alla superficie, le bolle scoppiano e i pesci cadono a terra. SpongeBob allora salva la gente facendola atterrare su altre bolle. Infine le bolle auto vengono considerate troppo pericolose e SpongeBob si rallegra perché potrà rincontrare la signora Puff a scuola il giorno dopo.

## Plankton va in pensione
Dopo aver fallito diverse volte nel rubare la formula segreta del Krabby Patty, Plankton decide di lasciare Bikini Bottom. Mr. Krab e SpongeBob non si danno per vinti e decidono di inseguirlo a Dullsville. Vedendo Plankton felice della nuova vita, Mr. Krab si pente per la rivalità avuta col copepode, ma si scoprirà essere un piano sin dall'inizio. Intanto il vero Plankton prende la formula, ma viene fermato dai veri Mr. Krab e SpongeBob (in realtà, i due mandati a spiare Plankton erano anch'essi robot). Alla fine Plankton si riprende la formula e i due tornano ad attaccarlo. Intanto i robot si prendono una vacanza e infine esplodono.

## L'incidente del tridente
Mentre sta andando al lavoro al Krusty Krab, SpongeBob prende per errore il tridente di Re Nettuno, scambiandolo per la spatola. Grazie a ciò riesce a cucinare più facilmente, ma ben presto i Krabby Patty diventano malvagi e iniziano ad attaccare i clienti. Poco dopo la spugna decide di usare il tridente per risolvere i problemi degli altri, ma combina una serie di guai, finendo per sommergere la città di gelato. Quando il Dio arriva riporta le cose alla normalità.

## Piccolo, grande SpongeBob
A causa dell'innalzamento della temperatura della griglia, dovuta alla rotazione di un regolatore del calore da parte di un riccio di mare, SpongeBob si rimpicciolisce dal sudore e cerca di svolgere il suo lavoro al Krusty Krab. Dopo aver fatto i conti con il riccio di prima, SpongeBob viene scambiato per Plankton e spedito al Chum Bucket. A sua volta, viene spedito alla finestra del Krusty Krab, venendo scambiato per un giocattolo. Alla scoperta, Mr. Krab apre un servizio di igiene personale e, durante la pausa, Squiddi lava erroneamente i piatti con SpongeBob. Così facendo SpongeBob si ingigantisce e distrugge il locale, tenendo in mano Mr. Krab e Squiddi. La spugna è felice perché ormai è abbastanza grande da tornare al lavoro.

## Sport?
SpongeBob e Patrick trovano la scatola dello sport di Sandy e il duo la usa in modi non sportivi. Squiddi allora inventa le sue olimpiadi sportive per distruggere il duo. Sandy nel frattempo ritrova lo scatolone e sfida Squiddi nei veri sport, ferendo il polipo. Sandy vince e finalmente la spugna e la stella sono liberi dalla competizione. Tuttavia la partita fa imparare a SpongeBob e Patrick il vero uso dello sport e a fine puntata tutti abbracciano Squiddi.

## La fuga
SpongeBob fallisce ancora con la signora Puff nei tentativi di avere la patente all'esame di guida. Mentre la Puff è giù dalla barca, un galeotto evaso di prigione vi sale e ordina a SpongeBob di mettere in moto; poco dopo l'istruttrice scopre l'accaduto: lei e un complice del criminale li seguono. Dopo una serie di disavventure il criminale e il complice vengono arrestati.

## Tesori perduti
Un bambino vuole il suo pesciolino di pezza e Mr. Krab ordina a SpongeBob di ritrovarlo nello sgabuzzino degli oggetti smarriti, al di sotto del Krusty Krab; SpongeBob però si perde e Krab manda giù anche Squiddi. La spugna incontra poi dei "bambini" che si erano persi nello sgabuzzino tempo prima e uno di essi trova il peluche perduto; SpongeBob se ne appropria, ma loro non vogliono cederglielo e iniziano a inseguirlo. Intanto Squiddi, cercando l'uscita, allaga lo sgabuzzino con del grasso da cucina. SpongeBob ritorna sopra inseguito dai "bambini", che riescono a ritrovare i loro genitori. La spugna poi dà il pupazzo al bambino, ma non lo vuole più. Squiddi intanto rimane bloccato nel deposito.

## Il buono gelato
Patrick trova in casa un buono gelato per il "Mondo dei gelati" e decide di utilizzarlo per ottenere un gelato gratis da regalare a SpongeBob. Nel "Mondo dei gelati", proprio mentre Patrick sta per ritirare il suo gelato, i gestori della gelateria glielo negano rivelando che il buono gelato della stella marina è scaduto da due anni. Patrick non ne vuole però sapere e protesta affinché la gelateria accetti il buono e gli addetti alla sicurezza sono costretti ad allontanarlo in modo forzoso. Uno degli addetti nota però il dolore di Patrick e gli rivela che c'è qualcuno che può rendere valido il suo buono gelato: il re dei gelati, che abita in cima a un picco vicino alla gelateria. Patrick raggiunge quindi la dimora del re dei gelati, che si rivelerà essere una stella marina uguale in tutto e per tutto a Patrick. Dopo una serie di bizzarre prove, il re dei gelati rende nuovamente valido il buono gelato di Patrick e gli offre un cono gelato ricavato da un'ascella. Patrick, non tanto soddisfatto, va a casa di SpongeBob per offrirgli il gelato appena ottenuto, ma ormai si è completamente sciolto nel tragitto. SpongeBob però gli mostra il gelato che ha acquistato al "Mondo dei gelati" (lo stesso che Patrick stava per ritirare) e gli chiede di mangiarlo insieme a lui, con grande gioia della stella marina.

## Il prezzo dell'arte
Squiddi allestisce una mostra artistica al Krusty Krab, ma nessuno è interessato, tranne SpongeBob, il quale convince Mr. Krab ad acquistare tutti i quadri. In quel frangente un critico d'arte rivela che i quadri valgono di più se Squiddi non c'è più. Preso dall'avidità, il granchio cerca di uccidere Squiddi facendogli consegnare i Krabby Patty al polo nord e a Rock Bottom, ma il polpo sopravvive sempre. Quando manda Squiddi su Marte, l'avaro crostaceo sembra avere in pugno l'affare, ma il burbero polpo ritorna sulla Terra e il critico chiude l'offerta. Persa l'occasione, Mr. Krab insegue Squiddi tentando di farlo fuori e il polpo è costretto a distruggere i disegni. Poi scopre che il critico ama l'arte brutta e distrutta e, insieme a Krab, distruggono il Krusty Krab. Subito dopo un pezzo di legno dell'ex fast food cade su Squiddi e Krab e ciò diventa un'opera d'arte.

## Amici primitivi
Patchy e Potty sono al Bikini Atoll, per ammirare un evento raro. Nel frattempo, durante i festeggiamenti del compleanno di Sandy, una Luna verde trasforma tutti gli abitanti di Bikini Bottom in versioni reali degli animali stessi. Sandy contatta il narratore (rivelatosi per tutta la serie un sommozzatore) per sapere di più sull'evento: è la Luna di Nettuno che, ogni 100 anni, provoca l'involuzione degli esseri marini per due ore. Si accorge che può approfittare dell'occasione per scoprire la vera routine degli animali acquatici. Dovrà, però, fare i conti con la versione naturale di Squiddi. Fortunatamente, nel momento in cui Perla sta per perdere la sua vita contro Squiddi, la Luna verde scompare di vista e tutti tornano come prima. Compare però un Sole rosso, che trasforma Sandy in un vero scoiattolo; similmente Patchy diventa un uomo primitivo mentre Potty uno pterodattilo.

## Non svegliate Patrick!
SpongeBob vede che Patrick è sonnambulo; dopo aver tentato inutilmente di svegliarlo, tenta di fermare l'amico dalle sue involontarie azioni, mettendosi varie volte in pericolo. Infine Patrick si sveglia quando sbatte il piede su un sasso.